# Авербух, Марк Михайлович
Марк Михайлович Авербух (21 мая 1945, Москва — 25 октября 2006) — советский, затем российский кинорежиссёр и оператор. Продюсер. Создатель,  режиссёр и продюсер известной телепередачи «Криминальная Россия. Современные хроники».

## Биография
Марк Михайлович Авербух родился в Москве 21 мая 1945 года. Отец — Михаил Исаакович Авербух, мать — Бетя Наумовна Вайсман. Сразу после армии пошёл работать на Центральную студию документальных фильмов (ЦСДФ СССР), где начинал ассистентом.
Окончил операторский факультет ВГИКа (маст. П. Ногина), учился у Кристи. С 1965 года — ассистент оператора. Женился 20 апреля 1968 года на своей однокласснице, Марине Горячковской (1945—2006; отец — Георгий Абрамович Горячковский, мать — Евгения Борисовна Гриншпун). С 1973 года по 1994 год — режиссёр и оператор. Проработал на ЦСДФ 25 лет. В начале 90-х был помощником советника Бориса Ельцина. После развала ЦСДФ работал на телевидении, уже не только как режиссёр и оператор, но и как продюсер (с 1994 года).
Много сотрудничал с немецким телевидением, по заказу Германии снял полу-автобиографический фильм «Пятый пункт».
Автор более пятидесяти документальных фильмов, лауреат международных и советских кинофестивалей, в том числе в Берлине, Сан-Себастьяне, Мюнхене, Карловых Варах.
Умер 25 октября 2006 года — не выдержало сердце из-за смерти супруги. Похоронен на Востряковском кладбище.

## Фильмография
- 1973 — Весенние старты
- 1973 — Государство — это мы
- 1973 — Рука на пульте
- 1974 — Память навсегда
- 1975 — Каждый день
- 1975 — Под флагом Спартакиады
- 1975 — На земле московской
- 1982 — День Москвы
- 1976 — Новое о старом и новом
- 1976 — Встречи в Горно-Правдинске
- 1976 — Буровые мастера (фильм)
- 1977 — Твардовский и Бартов (фильм)
- 1977 — Борис Пророков (фильм)
- 1977 — Красному знамени верны (фильм)
- 1978 — История одного мундира (фильм)
- 1978 — Васильев из Васильева (фильм)
- 1978 — Война на Севере (фильм)
- 1978 — Битва на море
- 1978 — Президент Мексики в СССР
- 1982 — Чёрный ход
- 1983 — Командировка за сервисом
- 1984 — Сколько стоит картошка
- 1986 — Взятка. Факты и размышления
- 1988 — Особая зона
- 1994 — Не покидай: 5 случаев еврейского сиротства в России
- 1998 — Личный враг Сталина[3]
- 1995 — Криминальная Россия
- 2002 — Всем в розыск!
- 2003 — Долгий, долгий день